# 張登高
張登高（1507年—？），字子升，號为山，山東東昌府濮州千戶所軍籍，湖廣漢陽縣人，明朝政治人物。

## 生平
嘉靖十六年（1537年）丁酉科山東鄉試第二十四名舉人。嘉靖二十年（1541年）中式辛丑科會試第五十一名，登第三甲第一百二十名進士。授蘇州府推官，二十六年六月选授廣西道试御史，二十八年巡按直隶順天等府，以疏劾陆炳专权，被逮入诏狱，被刑几毙。隆庆初复任浙江道御史，四月升南京尚寶司卿，三年正月以考察致仕。

## 家族
曾祖張旺；祖父張銳，義官；父張尚文，母李氏。重庆下。